# 马金斯克
52°38′01″N 70°25′04″E / 52.63373°N 70.4177°E
马金斯克是哈萨克斯坦阿克莫拉州的一个城镇，距离首都阿斯塔納约180公里。海拔380米，2012年人口17,711。